# Backhoffella pulchra
Backhoffella pulchra är en insektsart som beskrevs av Schmidt 1928. Backhoffella pulchra ingår i släktet Backhoffella och familjen dvärgstritar. Inga underarter finns listade i Catalogue of Life.